# Heteroconger balteatus
Heteroconger balteatus är en fiskart som beskrevs av Castle och Randall, 1999. Heteroconger balteatus ingår i släktet Heteroconger och familjen havsålar. Inga underarter finns listade i Catalogue of Life.